# Siddha
Siddha (dewanagari सिद्ध) – mistrz duchowy, który osiągnął wyzwolenie, oświecenie czy inaczej nazwaną duchową doskonałość. Osiąg ten przejawia się występowaniem cudownych zjawisk (siddhi), nad którymi siddha musi zapanować. Wiele traktatów indyjskich powiada, że mistrz duchowy (guru), może być rozpoznany po tym, że manifestuje moce nadprzyrodzone, siddhi.

## Etymologia
Sanskryckie słowo siddha objasniane jest jako: „owocny”, „spełniony”, „mistrz”. Forma żeńska to siddha-angana, „towarzyszka mistrza”.

## Hinduizm
W mitologii indyjskiej siddha to przedstawiciel klasy 84 tysięcy świętych i czystych półboskich istot żyjących w świecie Antariksza lub Siddhaśila. Siddhowie dysponują ośmioma niezwykłymi zdolnościami nadprzyrodzonymi (mocami) opisywanymi w jodze i tantrze, a właściwie przynajmniej jedną z ośmiu tychże mocy. Najczęściej przypisuje się żyjącym mistrzom oświeconym zdolność spełniania życzeń wielbicieli.
Trzeci rozdział Jogasutr napisanych przez Patańdźalego omawia sposoby osiągania mniejszych i większych cudownych mocy jogicznych, które czynią siddhą. Podkreśla się, że siddhi – owoce urzeczywistnienia duchowego – mogą być używane jedynie dla dobra wspólnego żyjących stworzeń i nie wolno ich manifestować dla zaspokajania egoistycznych kaprysów czy zachcianek, gdyż wiedzie to do upadku duszy (jaźni) czy utraty wyzwolenia.
Idea siddhów i siddhi szerzej rozwinięta jest w śaktyzmie i śiwaizmie indyjskim.
Siddhanta to zbiór nauk i doktryn filozoficzno-mistycznych przekazywanych przez osoby uznane za siddhów.
Powiada się, że na ziemi pośród ludzi żyje nie więcej niż 84 tysiące doskonałych mistrzów – cudotwórców. Siedziby większości siddhów okryte są tajemnicą, najczęściej są to trudno dostępne miejsca w górach lub puszczach. Miejsca życia dawnych siddhów, o ile znane, okryte są głęboką czcią i często budowane są w nich sanktuaria, świątynie. Przykładem jest mandir uznawanego za siddhę Shirdi Sai Baby, który jest miejscem pielgrzymek i kultu w hinduizmie i islamie.